# Hermanvára
Hermanvára (horvátul: Hermangrad) egy középkori várhely Horvátországban, Vukovár-Szerém megyében, Ant település határában. 

## Fekvése
A falutól 2 km-re délnyugatra a Valkó (Vuka) árterében találhatók Herman várának maradványai.

## Története
A várat 1435 és 1579 között többször említik a korabeli forrásokban „castellum Herman”, „castelum Hermanwara” néven. Építtetőjének Liszkói Pál ajtónállómestert, macsói bánt tartják. 1435-ben Alsáni (Gergely fia) János és felesége Klára asszony, Tallóczi Matkó dalmát-horvát-szlavón bánra és testvéreire (Frank, Petko, Zovan), ruházták át nagy terjedelmű uradalmával együtt, melyhez 46 falu tartozott. A becsefalvi plébániához tartozott. Valószínűleg a török hódítás során pusztult el. Az 1697-es összeírásban még megemlítik, de úgy tűnik, hogy többé már nem építették újjá és maradványait a lakosság széthordta.

## A vár mai állapota
A maradványok egy 100-szor 50 méteres négyszögletes, mintegy 5 méter magasságú kiemelkedésen találhatók. A maradványoktól délkeletre sok középkori cseréptöredéket, téglatörmeléket találtak.